# Szíria az 1980. évi nyári olimpiai játékokon
Szíria a szovjetunióbeli Moszkvában megrendezett 1980. évi nyári olimpiai játékok egyik részt vevő nemzete volt. Az országot az olimpián 7 sportágban 67 sportoló képviselte, akik érmet nem szereztek.

## Atlétika
Férfi
| Nabil Nahri        | 100 m          | 10,67    | 5.  | 32. | kiesett | kiesett | kiesett | kiesett | kiesett | kiesett | kiesett | kiesett |         |         |         |
| Nabil Nahri        | 200 m          | 22,14    | 5.  | 39. | kiesett | kiesett | kiesett | kiesett | kiesett | kiesett | kiesett | kiesett |         |         |         |
| Mohamed El-Abed    | 400 m          | 50,47    | 5.  | 45. | kiesett | kiesett | kiesett | kiesett | kiesett | kiesett | kiesett | kiesett |         |         |         |
| Mohamed Makhlouf   | 800 m          | 1:52,3   | 6.  | 31. |         |         |         | kiesett | kiesett | kiesett | kiesett | kiesett |         |         |         |
| Mohamed Makhlouf   | 1500 m         | 4:00,24  | 10. | 37. |         |         |         | kiesett | kiesett | kiesett | kiesett | kiesett |         |         |         |
| Saleh El-Ali       | 5000 m         | 15:08,19 | 12. | 32. |         |         |         | kiesett | kiesett | kiesett | kiesett | kiesett |         |         |         |
| Akel Hamdan        | 10 000 m       | 31:21,9  | 9.  | 33. |         |         |         |         |         |         | kiesett | kiesett | kiesett | kiesett | kiesett |
| Maher Hreitani     | 110 m gát      | 15,45    | 7.  | 21. |         |         |         | kiesett | kiesett | kiesett | kiesett | kiesett |         |         |         |
| Amer Maaraoui      | 400 m gát      | 53,26    | 7.  | 19. |         |         |         | kiesett | kiesett | kiesett | kiesett | kiesett |         |         |         |
| Abdul Karim Joumaa | 3000 m akadály | 9:29,38  | 10. | 30. |         |         |         | kiesett | kiesett | kiesett | kiesett | kiesett |         |         |         |

| Versenyző    | Versenyszám   | Selejtező | Selejtező | Döntő    | Döntő    |
| Versenyző    | Versenyszám   | Eredmény  | Helyezés  | Eredmény | Helyezés |
| ------------ | ------------- | --------- | --------- | -------- | -------- |
| Ahmad Balkis | Magasugrás    | 205 cm    | 29.       | kiesett  | kiesett  |
| Adnan Houri  | Diszkoszvetés | 47,52 m   | 16.       | kiesett  | kiesett  |

Női
| Versenyző         | Versenyszám | Előfutam | Előfutam | Előfutam | Elődöntő | Elődöntő | Elődöntő | Döntő   | Döntő    |
| Versenyző         | Versenyszám | Idő      | Hely.    | Össz.    | Idő      | Hely.    | Össz.    | Idő     | Helyezés |
| ----------------- | ----------- | -------- | -------- | -------- | -------- | -------- | -------- | ------- | -------- |
| Hala El-Moughrabi | 400 m       | 59,33    | 6.       | 34.      | kiesett  | kiesett  | kiesett  | kiesett | kiesett  |
| Hala El-Moughrabi | 800 m       | 2:17,59  | 6.       | 25.      | kiesett  | kiesett  | kiesett  | kiesett | kiesett  |

| Versenyző    | Versenyszám | Selejtező                | Selejtező                | Döntő    | Döntő    |
| Versenyző    | Versenyszám | Eredmény                 | Helyezés                 | Eredmény | Helyezés |
| ------------ | ----------- | ------------------------ | ------------------------ | -------- | -------- |
| Dia Toutingi | Magasugrás  | érvényes kísérlet nélkül | érvényes kísérlet nélkül | kiesett  | kiesett  |

## Birkózás
Kötöttfogású
| Versenyző              | Versenyszám | 1. forduló                        | 2. forduló                             | 3. forduló                         | 4. forduló        | 5. forduló        | Döntő             | Helyezés    |
| Versenyző              | Versenyszám | Ellenfél Eredmény                 | Ellenfél Eredmény                      | Ellenfél Eredmény                  | Ellenfél Eredmény | Ellenfél Eredmény | Ellenfél Eredmény | Helyezés    |
| ---------------------- | ----------- | --------------------------------- | -------------------------------------- | ---------------------------------- | ----------------- | ----------------- | ----------------- | ----------- |
| Saber Nakdali          | 48 kg       | Alfredo Olvera (MEX) · kétvállas  | Constantin Alexandru (ROU) · kétvállas | kiesett                            | kiesett           | kiesett           | kiesett           | helyezetlen |
| Abdel Nasser El-Oulabi | 52 kg       | Antonín Jelínek (TCH) · kizárták  | Stanisław Wróblewski (POL) · 6–19      | kiesett                            | kiesett           |                   | kiesett           | 8.          |
| Mohamed Moutei Nakdali | 57 kg       | Mihai Boţilă (ROU) · 3–14         | Antonino Caltabiano (ITA) · kizárták   | kiesett                            | kiesett           | kiesett           | kiesett           | helyezetlen |
| Radwan Karout          | 62 kg       | Panajot Kirov (BUL) · kizárták    | Michal Vejsada (TCH) · kétvállas       | Tóth István (HUN) · kizárták       | kiesett           | kiesett           | kiesett           | 7.          |
| Khaled El-Khaled       | 68 kg       | erőnyerő                          | Lionel Lacaze (FRA) · kizárták         | Reinhard Hartmann (AUT) · kizárták | kiesett           | kiesett           | kiesett           | helyezetlen |
| Jamal Moughrabi        | 74 kg       | Lennart Lundell (SWE) · kétvállas | Jacques Van Lancker (BEL) · kétvállas  | kiesett                            | kiesett           | kiesett           | kiesett           | helyezetlen |
| Mohamed El-Oulabi      | 82 kg       | Miroslav Janota (TCH) · 13–11     | Gennagyij Korban (URS) · kétvállas     | Jan Dołgowicz (POL) · kizárták     | kiesett           |                   | kiesett           | 7.          |
| Atef Mahayri           | 90 kg       | Thomas Horschel (GDR) · kétvállas | Növényi Norbert (HUN) · kétvállas      | kiesett                            | kiesett           | kiesett           | kiesett           | helyezetlen |
| Jawdat Jabra           | +100 kg     | Farkas József (HUN) · kétvállas   | Prvoslav Ilić (YUG) · kétvállas        | kiesett                            | kiesett           |                   | kiesett           | helyezetlen |

Szabadfogású
| Versenyző              | Versenyszám | 1. forduló                                | 2. forduló                            | 3. forduló                | 4. forduló        | 5. forduló        | 6. forduló        | Döntő             | Helyezés    |
| Versenyző              | Versenyszám | Ellenfél Eredmény                         | Ellenfél Eredmény                     | Ellenfél Eredmény         | Ellenfél Eredmény | Ellenfél Eredmény | Ellenfél Eredmény | Ellenfél Eredmény | Helyezés    |
| ---------------------- | ----------- | ----------------------------------------- | ------------------------------------- | ------------------------- | ----------------- | ----------------- | ----------------- | ----------------- | ----------- |
| Khaled El-Ali El-Rifai | 48 kg       | Rumen Jordanov (BUL) · kétvállas          | Szergej Kornyilajev (URS) · kétvállas | kiesett                   | kiesett           | kiesett           |                   | kiesett           | helyezetlen |
| Ahmad Dahrouj          | 52 kg       | Nanzadyn Büregdaa (MGL) · 5–26            | Hartmut Reich (GDR) · kétvállas       | kiesett                   | kiesett           | kiesett           | kiesett           | kiesett           | helyezetlen |
| Mahmoud El-Messouti    | 57 kg       | Antonio La Bruna (ITA) · kizárták         | Ivan Cocsev (BUL) · kétvállas         | kiesett                   | kiesett           | kiesett           |                   | kiesett           | helyezetlen |
| Adnan Kudmani          | 62 kg       | Ölziibayaryn Nasanjargal (MGL) · kizárták | Jan Szymański (POL) · kétvállas       | kiesett                   | kiesett           | kiesett           |                   | kiesett           | helyezetlen |
| Mazen Tuleimat         | 68 kg       | Ali Hussain Faris (IRQ) · kizárták        | Szajpulla Abszaidov (URS) · kétvállas | kiesett                   | kiesett           | kiesett           |                   | kiesett           | helyezetlen |
| Bani Merje Fawaz       | 74 kg       | Khojawahid Zahedi (AFG) · kétvállas       | Rajinder Singh (IND) · kétvállas      | kiesett                   | kiesett           | kiesett           | kiesett           | kiesett           | helyezetlen |
| Mohamed El-Oulabi      | 82 kg       | Zachée N'Dock (CMR) · kétvállas           | Günter Busarello (AUT) · kizárták     | Henryk Mazur (POL) · 6–15 | kiesett           | kiesett           |                   | kiesett           | 8.          |
| Saleh El-Said          | 100 kg      | Harald Büttner (GDR) · kétvállas          | Július Strnisko (TCH) · kétvállas     | kiesett                   | kiesett           | kiesett           |                   | kiesett           | helyezetlen |
| Youssef Diba           | +100 kg     | Andrei Ianko (ROU) · kizárták             | Petar Ivanov (BUL) · kétvállas        | kiesett                   | kiesett           |                   |                   | kiesett           | helyezetlen |

## Cselgáncs
| Versenyző         | Versenyszám  | Csoport | 32-es főtábla              | Nyolcaddöntő             | Negyeddöntő       | Elődöntő          | Vigaszág negyeddöntő     | Vigaszág elődöntő        | Bronz- mérkőzés   | Döntő             | Helyezés |
| Versenyző         | Versenyszám  | Csoport | Ellenfél Eredmény          | Ellenfél Eredmény        | Ellenfél Eredmény | Ellenfél Eredmény | Ellenfél Eredmény        | Ellenfél Eredmény        | Ellenfél Eredmény | Ellenfél Eredmény | Helyezés |
| ----------------- | ------------ | ------- | -------------------------- | ------------------------ | ----------------- | ----------------- | ------------------------ | ------------------------ | ----------------- | ----------------- | -------- |
| Samir El-Najjar   | Légsúly      | A       | Charles Chibwe (ZAM) · GY  | José Rodríguez (CUB) · V |                   |                   | Sihad Keyrouz (LIB) · GY | John Holliday (GBR) · GY | kiesett           |                   | 7.       |
| Redwan El-Zaouiki | Harmatsúly   | B       | Wolfgang Biedron (SWE) · V | kiesett                  | kiesett           | kiesett           |                          |                          |                   |                   | 19.      |
| Issam Tombakji    | Könnyűsúly   | B       | Ricardo Tuero (CUB) · V    | kiesett                  | kiesett           | kiesett           |                          |                          |                   |                   | 19.      |
| Bassam El-Jabbin  | Váltósúly    | A       | Ignacio Sanz (ESP) · V     | kiesett                  | kiesett           | kiesett           |                          |                          |                   |                   | 17.      |
| Mahmoud Saad      | Középsúly    | B       | Akilong Diabone (SEN) · V  | kiesett                  | kiesett           | kiesett           |                          |                          |                   |                   | 19.      |
| Elias Kobti       | Félnehézsúly | A       | Dietmar Lorenz (GDR) · V   | kiesett                  | kiesett           | kiesett           |                          |                          |                   |                   | 19.      |
| Said Achtar       | Nyílt        | B       | erőnyerő                   | Franz Berger (AUT) · V   | kiesett           | kiesett           |                          |                          |                   |                   | 10.      |

## Labdarúgás
| Szíriai labdarúgócsapat-játékoskeret | Szíriai labdarúgócsapat-játékoskeret                                                                                                |
| --- | --- |
| - Anouar Abdul Kader - Fouad Aref - Samer Zuhair Assassa - Riyadh Mohammed Asfahani - Ahmed Eid Maher Beirakdar - Ahmed Jihad Chit - Mohamed Dahman - Abdul Fattah Haona | - Ahmed Haouache - Aleiane Omar Hojeir - Mohamed Jazaeri - Marwan Madrati - Ibrahim Mahallame - Kifrik Mardikian - Elia Nabil Shana |

### Eredmények
Csoportkör
C csoport
| Csapat        | M | Gy | D | V | G+ | G– | Gk | P |
| ------------- | - | -- | - | - | -- | -- | -- | - |
| NDK           | 3 | 2  | 1 | 0 | 7  | 1  | +6 | 5 |
| Algéria       | 3 | 1  | 1 | 1 | 4  | 2  | +2 | 3 |
| Spanyolország | 3 | 0  | 3 | 0 | 2  | 2  | 0  | 3 |
| Szíria        | 3 | 0  | 1 | 2 | 0  | 8  | –8 | 1 |

| 1980. július 20. 12:00 |

| Algéria (ALG)                                   | 3–0               | Szíria |
| ----------------------------------------------- | ----------------- | ------ |
| Bellúmi 36' Mádzser 48' Merzekán 73' (11-esből) | (1–0) Jegyzőkönyv |        |

| Dinamo Stadion, Minszk Játékvezető: Vojtěch Christov (csehszlovák) |

| 1980. július 22. 12:00 |

| Spanyolország (ESP) | 0–0         | Szíria |
| ------------------- | ----------- | ------ |
|                     | Jegyzőkönyv |        |

| Dinamo Stadion, Minszk Játékvezető: José Castro Lozada (venezuelai) |

| 1980. július 24. 12:00 |

| NDK (GDR)                                     | 5–0               | Szíria |
| --------------------------------------------- | ----------------- | ------ |
| Hause 6' Netz 25' 45' Peter 75' Terletzki 82' | (3–0) Jegyzőkönyv |        |

| Republican Stadion, Kijev Nézőszám: 80 000 Játékvezető: Ulf Eriksson (svéd) |

| Csapat       | Helyezés |
| ------------ | -------- |
| Szíria (SYR) | 13.      |

## Ökölvívás
| Versenyző            | Versenyszám   | Selejtező                   | 32-es főtábla                  | Nyolcaddöntő                 | Negyeddöntő       | Elődöntő          | Döntő             | Helyezés |
| Versenyző            | Versenyszám   | Ellenfél Eredmény           | Ellenfél Eredmény              | Ellenfél Eredmény            | Ellenfél Eredmény | Ellenfél Eredmény | Ellenfél Eredmény | Helyezés |
| -------------------- | ------------- | --------------------------- | ------------------------------ | ---------------------------- | ----------------- | ----------------- | ----------------- | -------- |
| Adel Hammoude        | Papírsúly     |                             | Dumitru Şchiopu (ROU) · KO     | kiesett                      | kiesett           | kiesett           | kiesett           | 17.      |
| Talal El-Chawa       | Légsúly       |                             | Emmanuel Mlundwa (TAN) · RSC   | kiesett                      | kiesett           | kiesett           | kiesett           | 17.      |
| Fayez Zaghloul       | Harmatsúly    | erőnyerő                    | Souneat Ouphaphone (LAO) · 5:0 | Michael Anthony (GUY) · 2:3  | kiesett           | kiesett           | kiesett           | 9.       |
| Nihal Haddad         | Pehelysúly    | Carlos González (MEX) · 0:5 | kiesett                        | kiesett                      | kiesett           | kiesett           | kiesett           | 33.      |
| Farez Halabi         | Kisváltósúly  |                             | M. Kampanath (LAO) · 3:2       | Patrizio Oliva (ITA) · RSC   | kiesett           | kiesett           | kiesett           | 9.       |
| Mohamed Ali El-Dahan | Váltósúly     |                             | Karl-Heinz Krüger (GDR) · 0:5  | kiesett                      | kiesett           | kiesett           | kiesett           | 17.      |
| Imad Idriss          | Nagyváltósúly |                             | erőnyerő                       | Leonidas Njunwa (TAN) · 2:3  | kiesett           | kiesett           | kiesett           | 9.       |
| Naasan Ajjoub        | Nehézsúly     |                             |                                | Petar Sztoimenov (BUL) · RSC | kiesett           | kiesett           | kiesett           | 9.       |

## Sportlövészet
Nyílt
| Versenyző     | Versenyszám | Pont | Helyezés |
| ------------- | ----------- | ---- | -------- |
| Adnan Houjeij | Trap        | 181  | 26.      |
| Nidal Nasser  | Trap        | 178  | 29.      |
| Jihad Naim    | Skeet       | 176  | 44.      |
| Khalil Arbaji | Skeet       | 172  | 46.      |

## Súlyemelés
| Versenyző      | Versenyszám | Szakítás | Szakítás | Lökés    | Lökés    | Összesen | Helyezés |
| Versenyző      | Versenyszám | Eredmény | Helyezés | Eredmény | Helyezés | Összesen | Helyezés |
| -------------- | ----------- | -------- | -------- | -------- | -------- | -------- | -------- |
| Imade Kadro    | 52 kg       | 85,0     | 15.      | 105,0    | 15.      | 190,0    | 14.      |
| Faouaz Nadirin | 60 kg       | 102,5    | 13.      | 127,5    | 13.      | 230,0    | 13.      |
| Salem Ajjoub   | 82,5 kg     | 127,5    | 16.      | 175,0    | 12.      | 302,5    | 14.      |
| Talal Najjar   | +110 kg     | 157,5    | 9.       | 205,0    | 8.       | 362,5    | 8.       |